# Mario Mantilla Medina
Mario Fidel Mantilla Medina (Ilo, 22 de julio de 1960) es un abogado y político peruano. Fue elegido congresista de la República en representación de Moquegua por Fuerza Popular para el periodo 2016-2021. Ocupó el cargo de la primera vicepresidencia del Congreso de la República del Perú para el periodo 2017-2018.

## Biografía
Es abogado con título obtenido en la Universidad Católica de Santa María de Arequipa, con estudios de Maestría en Derecho Civil y Comercial y especialista en litigación oral.
Fue docente universitario en la Universidad Privada de Moquegua. En el 2002 postuló a la alcaldía provincial de Ilo por el Movimiento Independiente "Nuevo futuro de Ilo". Fue director de asesoría jurídica del Gobierno Regional de Moquegua. En el 2016 fue elegido congresista con 3.778 votos por la representación de Moquegua. En congreso fue presidente de la Comisión de Producción, micro y pequeña empresa y cooperativas para el periodo de sesiones 2016-2017. Ocupó el cargo de la primera vicepresidencia del Congreso de la República del Perú para el periodo 2017-2018. El 30 de septiembre de 2019, tras la disolución del congreso dispuesta por el presidente Martín Vizcarra, terminó su mandato parlamentario manteniéndose hasta marzo de 2020 como miembro de la Comisión Permanente y Presidente de la Sin Comisión de Constitución.